# Plectris castaneipennis
Plectris castaneipennis är en skalbaggsart som beskrevs av Moser 1921. Plectris castaneipennis ingår i släktet Plectris och familjen Melolonthidae. Inga underarter finns listade i Catalogue of Life.